# Theophil Bienert
Theophil Joachim Heinrich Bienert (russisch Теофил Йоахим Генрих Бинерт; 21. Apriljul. / 3. Mai 1833greg. in Kandau; † 24. Märzjul. / 5. April 1873greg. in Riga) war ein deutsch-russischer Botaniker. Sein offizielles botanisches Autorenkürzel lautet „Bien.“

## Leben

### Herkunft und Familie
Theophil war ein Sohn des kurländischen Apothekergehilfen Eberhard Gottfried Bienert und der Wilhelmine Charlotte, geborene Schmidt. Er vermählte sich 1862 mit Emilie Brehm aus Riga.

### Werdegang
Bienert besuchte 1848 das Gouvernements-Gymnasium in Mitau und absolvierte anschließend eine Apothekerlehre. Im Jahre 1854 arbeitete er als Apothekergehilfe. Seit 1857 studierte er Pharmazie an der Kaiserlichen Universität Dorpat und gewann eine goldene Preismedaille. Er war 1858 Provisor und Gehilfe des Direktors des Botanischen Gartens in Dorpat, Alexander von Bunge. Bienert nahm in den Jahren 1858 und 1859 an einer Expedition der Russischen Geographischen Gesellschaft unter Leitung von Nikolai Wladimirowitsch Chanykow nach Chorasan teil. Von 1862 bis 1868 war er Besitzer einer Apotheke in Dorpat. Nachdem er 1872 sein Studium als Magister der Botanik abgeschlossen hatte, war er von 1872 bis 1873 Dozent für Botanik am Polytechnikum in Riga.

### Werke
- Lepidopterologische Ergebnisse einer Reise in Persien in den Jahren 1858 und 1859, 1869/1871
- Baltische Flora, enthaltend die in Esth-, Liv- u. Kurland wildwachsenden Samenpflanzen u. höheren Sporenpflanzen, Dorpat 1872 (Digitalisat der Universität Tartu)

### Namenstifter
Nach Bienert wurden verschiedene Organismen benannt, darunter:
- der Tribus Bienertieae Ulbr. und die zugehörige Gattung Bienertia Bunge aus der Unterfamilie Suaedoideae der Familie der Fuchsschwanzgewächse (Amaranthaceae)
- die Art Prionus bienerti Heyden, der Gattung Prionus der Familie der Bockkäfer (Cerambycidae)
- die Art Arctium bienertii Kuntze aus der Familie der Korbblütler (Asteraceae)
- die Art Cousinia bienerti Bunge aus der Familie der Korbblütler (Asteraceae)
- die Art Astracantha bienerti (Bunge) Podlech aus der Familie der Hülsenfrüchtler (Fabaceae)
- die Art Adonis bienertii Butkow ex Riedl aus der Familie der Hahnenfußgewächse (Ranunculaceae)